# Siegfried Knüpfer
Siegfried Knüpfer (* 9. Juli 1941 in Oelsnitz/Vogtl.) ist ein deutscher Eisenbahningenieur.

## Werdegang
Knüpfer absolvierte eine Ausbildung zum Facharbeiter für Eisenbahnbetrieb und -verkehr, anschließend arbeitete er in verschiedenen Positionen im Rangier-, Stellwerks-, Verkehrs- und Fahrdienst der Deutschen Reichsbahn. Von 1960 bis 1964 studierte er an der Ingenieurschule für Betriebs- und Verkehrstechnik in Gotha Eisenbahnbetriebstechnik. Anschließend arbeitete er in verschiedenen Positionen auf verschiedenen Dienstposten und beim Reichsbahnamt Zwickau. Von 1966 bis 1972 folgte ein weiteres Studium an der Hochschule für Verkehrswesen im Fachbereich Eisenbahnbau.
Es folgten verschiedene Positionen bei der Reichsbahndirektion Erfurt, unter anderem als Leiter der Betriebsleitung, der Hauptabteilung Investitionen sowie als für Transportorganisation und Fahrzeuge zuständiger Vizepräsident. Am 17. Juni 1992 wurde er zum Präsidenten der Reichsbahndirektion Erfurt berufen. Für die neu gegründete Deutsche Bahn AG wurde er zum Beauftragten der Konzernleitung für das Land Thüringen ernannt.
Anschließend, zum 1. April 1996, wurde Knüpfer zum neuen Sprecher der Geschäftsführung der Planungsgesellschaft Bahnbau Deutsche Einheit ernannt. Später war er Geschäftsführer der DB Projekt Verkehrsbau.
Am 15. Mai 2004 wurde ihm der Verdienstorden des Freistaats Thüringen verliehen.

## Privatleben
Knüpfer ist verheiratet, Vater zweier Kinder und wohnt in Erfurt (Stand: 1992).